# (12843) Ewers
(12843) Ewers est un astéroïde de la ceinture principale.

## Description
(12843) Ewers est un astéroïde de la ceinture principale. Il fut découvert le 9 avril 1997 à Kitt Peak par le projet Spacewatch. Il présente une orbite caractérisée par un demi-grand axe de 2,48 UA, une excentricité de 0,12 et une inclinaison de 3,1° par rapport à l'écliptique.

## Compléments